# Stanislav Tobiášek
Stanislav Tobiášek (15. srpna 1874 Litětiny — 27. listopadu 1931 Praha) byl český ortoped, profesor Lékařské fakulty Karlo-Ferdinandovy univerzity. Zasloužil se roku 1927 o zřízení první ortopedické kliniky v Československu.

## Život
Narodil se v Litětinách poblíž Holic. Vystudoval Lékařskou fakultu Karlo-Ferdinandovy univerzity, záhy se zaměřil na obor ortopedie. Působil na klinikách prof. Karla Maydla a prof. Otakara Kukuly v Praze, poté pracoval v Mnichově a Vídni. Působil jako lékař během bojů na Balkáně, za což byl srbským králem Petrem I. Karađorđevićem oceněn Řádem sv. Sávy III. stupně. Habilitován byl roku 1909. Kvůli svému politickému profilu mu bylo zabráněno dosáhnout profesury ve Vídni. Mimo jiné se zabýval konstrukcí a výrobou kloubních a končetinových protéz.
Po vzniku Československa byl Tobiášek jmenován mimořádným profesorem. Roku 1927 se pak stal spoluzakladatelem a prvním přednostou 1. ortopedické kliniky v Praze. Ta byla zřízena v budově bývalé tzv. Kupecké nemocnice na Karlově.

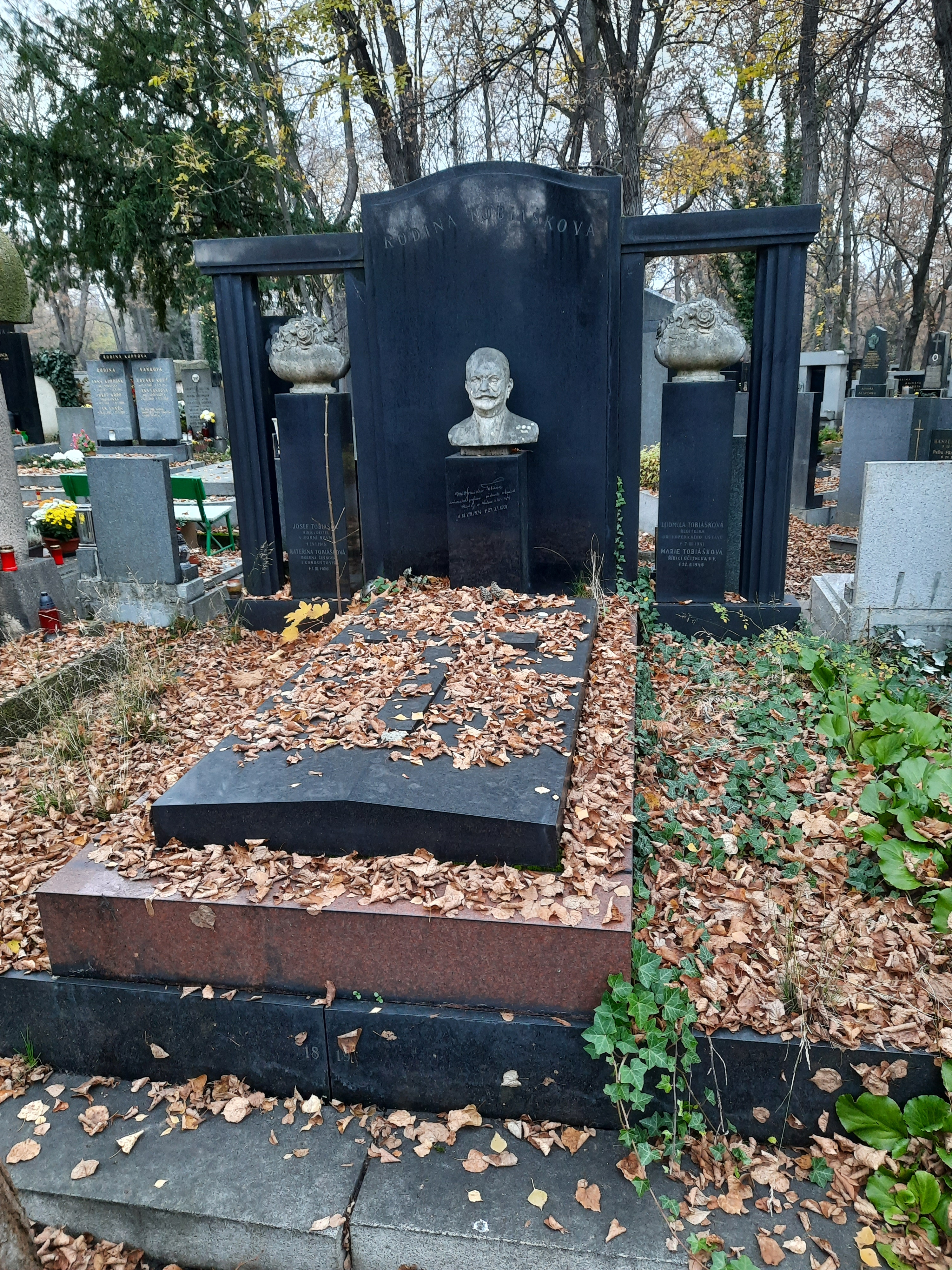
Hrob rodiny Stanislava Tobiáška na Olšanských hřbitovech

Stanislav Tobiášek zemřel 27. listopadu 1931 v Praze. Pohřben byl v rodinné hrobce na Olšanských hřbitovech, ozdobené jeho bustou.
Po jeho smrti vedl kliniku do roku 1933 dr. Polívka, následně se funkce ujal pozdější dlouholetý přednosta MUDr. Jan Zahradníček.